# Лещак
Лещак (старо име: Фъндъджък) е село в Южна България. То се намира в община Мадан, област Смолян. 
Селото разполага с читалище, джамийско настоятелство  и механа. Село Лещак се отличава с красиви и цветни къщи, много от които са новопостроени. Много от тях са подобни на големи кооперации, но има и съхранени стари къщи по планинските склонове.

## География
Село Лещак се намира в планински район, на брега на река Арда.
Село Лещак е разположено на брега на река Арда, на около 768 метра надморска височина, в пределите на община Мадан. Климатът в селото е преходно-континентален. Зимата там е мека и продължителна, а лятото прохладно. 

## История
В османски поименен регистър от 1841 година се посочва, че от Лещак (Фъндъджък) са постъпили в армията 4 войници, което е косвено доказателство, че по това време в селото са живели помаци.

## Религии
Населението изповядва исляма и се състои от помаци.